# Букша (Бакау)
Букша (рум. Bucșa) насеље је у Румунији у округу Бакау у општини Ракитоаса. Oпштина се налази на надморској висини од 282 m.

## Становништво
Према подацима из 2002. године у насељу је живело 44 становника, од којих су сви румунске националности.